# Nodul rutier Sevenans
Nodul rutier Sevenans este un punct important de trafic din departamentul Territoire de Belfort și din Polul Metropolitan Nord Franche-Comté, situat pe teritoriul comunelor Sevenans, Bermont, Botans și Dorans, la sud de Belfort.

## Istorie
Până în 2017, nodul rutier era alcătuit dintr-un ansamblu de bretele cu viraje la stânga periculoase, care blocau traficul.
Noua configurație prevedea pentru 2020 crearea unei legături în nord, permițând realizarea unui nod rutier complet între autostrada A36 și RN 19. Nodul rutier a fost efectiv pus în funcțiune la sfârșitul lunii decembrie 2019.

## Drumuri deservite
- Autostrada A36 (ieșirea 11) care leagă Besançon de Mulhouse;
- RN 19 (șosea rapidă cu 2x2 benzi) care leagă Vesoul de Delle (granița cu Elveția);
- RD 437 (axa Belfort-Montbéliard);
- RD 18 spre Dorans și Sevenans.